# Пауэр, Оуэн
Оуэн Пауэр (англ. Owen Power; род. 22 ноября 2002, Миссиссога, Онтарио) — канадский хоккеист, защитник сборной Канады по хоккею и клуба «Баффало Сейбрз», чемпион мира (2021).
Был выбран в 2021 году на драфте НХЛ под общим 1-м номером клубом «Баффало Сейбрз».

## Карьера

### Клубная

#### USHL и NCAA
Начал спортивную карьеру в USHL за команду «Чикаго Стил». В сезоне 2019-2020 был лидером по очкам среди защитников, но сезон был завершён из-за пандемии COVID-19. Затем перешёл в NCAA, где выступал за команду «Мичиган Вулверинс», представляющий Мичиганский университет. После выбора на драфте НХЛ игрок заявил о желании остаться играть в Студенческой лиге на один сезон для развития и желании выиграть титул с командой.

#### НХЛ
Был выбран в 2021 году на драфте НХЛ под общим 1-м номером клубом «Баффало Сейбрз». По окончании сезона в NCAA 8 апреля 2022 подписал трёхлетний контракт новичка с клубом. 12 апреля дебютировал в НХЛ в матче с «Торонто Мейпл Лифс», который «Баффало» выиграл со счётом 5:2. 13 апреля в матче с «Сент-Луисом» заработал первые очки в НХЛ, поучаствовав в голевой атаке, но встреча завершилась поражением «Баффало» со счётом 6:2. 21 апреля забросил дебютную шайбу в ворота «Нью-Джерси Девилз» и помог своей команде выиграть со счётом 5:2. По итогам регулярного сезона «Баффало» в 11-й раз подряд не смогли пробиться в плей-офф.
6 апреля 2023 года в матче с «Детройт Ред Уингз» оформил свой первый в НХЛ ассистентский хет-трик, а «Сейбрз» выиграли матч по буллитам со счётом 7:6.
11 октября 2023 года Пауэр подписал с «Сейбрз» новый семилетний контракт на общую сумму 58,45 млн долларов.

### Международная карьера
Его первым дебютным турниром за сборную стал ЧМ-2021, проходивший в Латвии. Первую официальную игру провёл против команды хозяев, где канадцы проиграли 2:0. Начав с трёх поражений подряд, канадцы победили 4:2 Норвегию, где Оуэн заработал первые очки за сборную. С трудом выйдя в плей-офф, канадцы обыграли команду ОКР (Россию) (2:1 ОТ), США (4:2) и финнов (3:2 ОТ) и впервые с 2016 года стали чемпионами мира.
В декабре 2021 года был включен в молодёжную сборную для участия в домашнем турнире. На турнире он провёл две игры, в первой отметился хет-триком в ворота чехов, а канадцы выиграли 6:3. Позже турнир был завершён и перенесён из-за случаев заражения коронавирусом среди хоккеистов команд-участниц.
В январе 2022 года вошёл в число игроков сборной для участия в ОИ-2022. На турнире принял участие во всех матчах, в матче с Китаем (5:0) заработал единственное очко за турнир. Канада прекратила борьбу за медали, проиграв в четвертьфинале Швеции со счётом 2:0.
В мае 2024 года вошёл в состав сборной Канады на ЧМ-2024 В матче со сборной Финляндии заработал 3 очка (1+2) и помог сборной Канаде победить в матче со счётом 5:3.

## Статистика

### Клубная
|             |                   |             |     | Регулярный сезон | Регулярный сезон | Регулярный сезон | Регулярный сезон | Регулярный сезон |   | Плей-офф | Плей-офф | Плей-офф | Плей-офф | Плей-офф |
| ----------- | ----------------- | ----------- | --- | ---------------- | ---------------- | ---------------- | ---------------- | ---------------- | - | -------- | -------- | -------- | -------- | -------- |
| Сезон       | Команда           | Лига        | И   | Г                | П                | О                | Штр              | И                | Г | П        | О        | Штр      |          |          |
| 2017/18     | Миссиссауга Репс  | GTHL        | 32  | 9                | 24               | 33               | 12               | —                | — | —        | —        | —        |          |          |
| 2018/19     | Чикаго Стил       | USHL        | 58  | 11               | 14               | 25               | 10               | 11               | 0 | 2        | 2        | 6        |          |          |
| 2019/20     | Чикаго Стил       | USHL        | 45  | 12               | 28               | 40               | 18               | —                | — | —        | —        | —        |          |          |
| 2020–21     | Мичиган Вулверинс | B1G         | 26  | 3                | 13               | 16               | 6                | —                | — | —        | —        | —        |          |          |
| 2021–22     | Мичиган Вулверинс | B1G         | 33  | 3                | 29               | 32               | 12               | —                | — | —        | —        | —        |          |          |
| 2021–22     | Баффало Сейбрз    | НХЛ         | 8   | 2                | 1                | 3                | 2                | —                | — | —        | —        | —        |          |          |
| 2022–23     | Баффало Сейбрз    | НХЛ         | 79  | 4                | 31               | 35               | 24               | —                | — | —        | —        | —        |          |          |
| 2023–24     | Баффало Сейбрз    | НХЛ         | 76  | 6                | 27               | 33               | 28               | —                | — | —        | —        | —        |          |          |
| Всего в НХЛ | Всего в НХЛ       | Всего в НХЛ | 163 | 12               | 59               | 71               | 54               | —                | — | —        | —        | —        |          |          |

### Международная
| Год                       | Сборная                   | Турнир                    | Место                     |                          | И  | Г | П | О  | Штр |
| 2018                      | Канада Белая              | Кубок Вызова              | 4                         | 5                        | 0  | 0 | 0 | 2  |     |
| 2021                      | Канада                    | ЧМ                        | 1                         | 10                       | 0  | 3 | 3 | 4  |     |
| 2022                      | Канада                    | ОИ                        | 6                         | 5                        | 0  | 1 | 1 | 2  |     |
| 2024                      | Канада                    | ЧМ                        | 4                         | 10                       | 1  | 5 | 6 | 0  |     |
| Всего на юниорском уровне | Всего на юниорском уровне | Всего на юниорском уровне | Всего на юниорском уровне | 5                        | 0  | 0 | 0 | 2  |     |
| Всего на взрослом уровне  | Всего на взрослом уровне  | Всего на взрослом уровне  | Всего на взрослом уровне  | Всего на взрослом уровне | 25 | 1 | 9 | 10 | 6   |